# Sindanghayu (Takokak)
Sindanghayu is een bestuurslaag in het regentschap Cianjur van de provincie West-Java, Indonesië. Sindanghayu telt 6893 inwoners (volkstelling 2010).